# Caatinganthus
Caatinganthus je maleni biljni rod iz porodice glavočika (Asteraceae), raširen po istočnom Brazilu (Bahia, Rio Grande do Norte, Pernambuco).

## Vrste
Sastoji se od svega dvije vrste:
1. Caatinganthus harleyi H. Rob.
2. Caatinganthus rubropappus (J.M. Soares Nunes) H. Rob.